# Almas transparentes
Almas transparentes è il primo album in studio da solista del cantante messicano Christian Chávez, pubblicato nel 2010.

## Tracce
1. Almas transparentes – 3:19
2. Aún sin ti – 4:13
3. ¿En dónde estás? – 3:47
4. Quiero volar – 3:26
5. Baby – 3:09
6. Sígueme y te seguiré – 3:32
7. Y si no ves – 3:44
8. Nunca entendi – 3:10
9. Por qué – 3:24
10. Sexy Boy – 4:01